# Albizia adianthifolia
Albizia adianthifolia là một loài thực vật có hoa trong họ Đậu. Loài này được (Schum.) W.Wight miêu tả khoa học đầu tiên.

## Hình ảnh

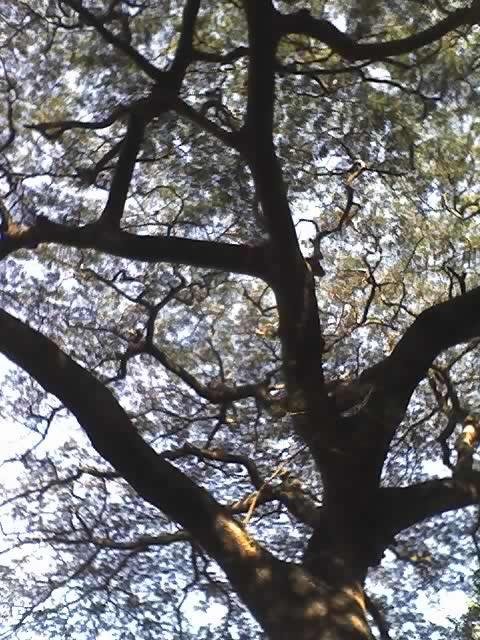
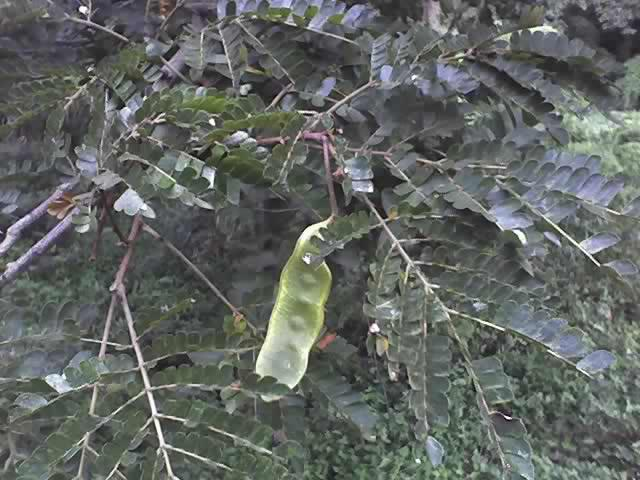
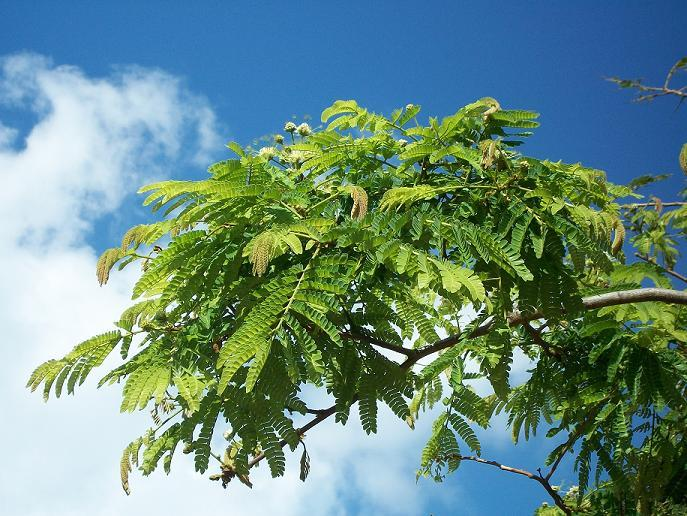
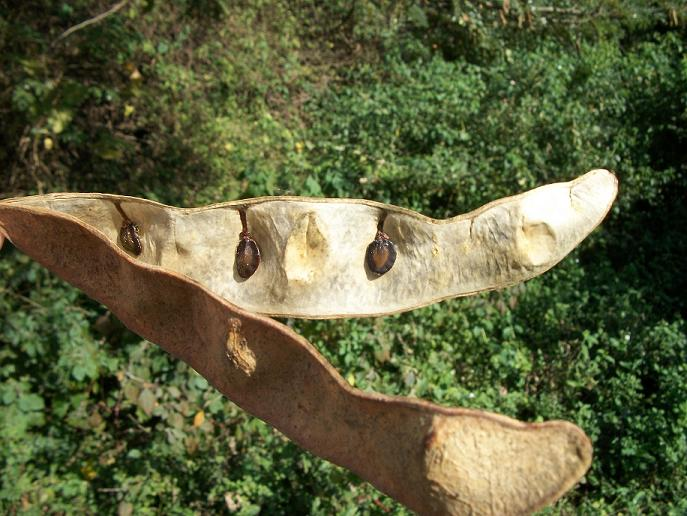